# نامه‌های تالکین
نامه‌های تالکین (انگلیسی: The Letters of J. R. R. Tolkien) گزیده‌ای از نامه‌های لغت‌شناس و نویسنده فانتزی جی آر آر تالکین است. این کتاب در سال ۱۹۸۱ توسط همفری کارپنتر، زندگی‌نامه‌نویس تالکین و پسرش کریستوفر تالکین منتشر شد.